# Onthophagus morosus
Onthophagus morosus é uma espécie de inseto do género Onthophagus, família Scarabaeidae, ordem Coleoptera.

## História
Foi descrita cientificamente por Gerstaecker em 1871.